# Isländische Badmintonmeisterschaft 2012
Die Isländische Badmintonmeisterschaft 2012 fand vom 30. März bis zum 1. April 2012 in Reykjavík statt. 

## Medaillengewinner
| Disziplin    | Gold                                    | Silber                                       | Bronze                                         |
| ------------ | --------------------------------------- | -------------------------------------------- | ---------------------------------------------- |
| Herreneinzel | Kári Gunnarsson                         | Magnús Ingi Helgason                         | Helgi Jóhannesson                              |
| Herreneinzel | Kári Gunnarsson                         | Magnús Ingi Helgason                         | Egill Guðlaugsson                              |
| Dameneinzel  | Ragna Ingólfsdóttir                     | Snjólaug Jóhannsdóttir                       | Karitas Ósk Ólafsdóttir                        |
| Dameneinzel  | Ragna Ingólfsdóttir                     | Snjólaug Jóhannsdóttir                       | Rakel Jóhannesdótir                            |
| Herrendoppel | Helgi Jóhannesson Magnús Ingi Helgason  | Atli Jóhannesson Kári Gunnarsson             | Egill Guðlaugsson Ragnar Harðarson             |
| Herrendoppel | Helgi Jóhannesson Magnús Ingi Helgason  | Atli Jóhannesson Kári Gunnarsson             | Arthúr Geir Jósefsson Einar Óskarsson          |
| Damendoppel  | Katrín Atladóttir Ragna Ingólfsdóttir   | Erla Björg Hafsteinsdóttir Tinna Helgadóttir | Elín Þóra Elíasdóttir Rakel Jóhannesdótir      |
| Damendoppel  | Katrín Atladóttir Ragna Ingólfsdóttir   | Erla Björg Hafsteinsdóttir Tinna Helgadóttir | Karitas Ósk Ólafsdóttir Snjólaug Jóhannsdóttir |
| Mixed        | Atli Jóhannesson Snjólaug Jóhannsdóttir | Magnús Ingi Helgason Tinna Helgadóttir       | Daníel Thomsen Margrét Jóhannsdóttir           |
| Mixed        | Atli Jóhannesson Snjólaug Jóhannsdóttir | Magnús Ingi Helgason Tinna Helgadóttir       | Helgi Jóhannesson Elín Þóra Elíasdóttir        |